# Joseph Eutych Kopp

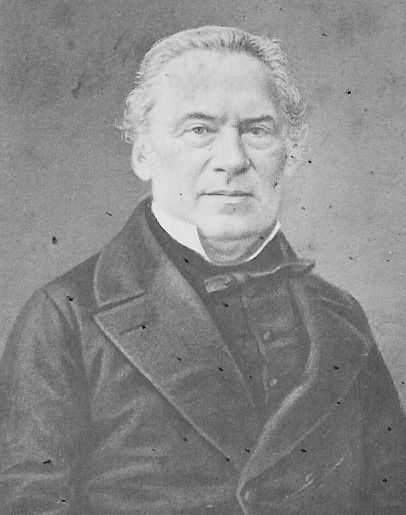
Joseph Eutych Kopp

Joseph Eutych Kopp (* 25. April 1793 in Beromünster; † 25. Oktober 1866 in Luzern) war ein Schweizer Historiker, Dichter und Politiker.

## Leben und Wirken
Joseph Eutych Kopp, Sohn einer Kleinbauernfamilie, besuchte zunächst die heimatliche Stiftsschule Beromünster, anschliessend das Lyzeum Luzern. Von 1812 bis 1814 studierte er alte Sprachen an der Universität Freiburg bei Johann Leonhard Hug. Von 1814 bis 1815 währte sein Studienaufenthalt in Paris zusammen mit seinem Bruder. Danach war er Lehrer in Aarau, Hofwil und Zurzach. Von 1819 bis 1865 wirkte er als Professor für alte Sprachen am Lyzeum Luzern. Unter seinen Schülern war hier der Theologe Johann Huber.
Von 1828 bis 1831 war Kopp Luzerner Grossrat, 1831 und 1841 Verfassungsrat. 1841 bis 1845 fungierte er als Mitglied des konservativ-demokratischen Regierungsrats und Präsident des Erziehungsrats. Kopp verfasste auch Dichtungen und Dramen. Als Historiker führte er die exakte und kritische Quellenforschung ein, alles Mythische, Verklärende und nicht in Urkunden Nachweisbare lehnte er ab. 
Sein umfassendes Lebenswerk waren die Urkunden zur Geschichte der eidgenössischen Bünde und die Geschichte der eidgenössischen Bünde, die eine neue Sichtweise über die Entstehung der Eidgenossenschaft aufzeigte. Anders als Johannes von Müller und weitere Geschichtsforscher legte Kopp Wert auf die Originalquellen, die er im Detail stets weiter hinterfragte. Er eliminierte die volkstümlichen Elemente der Befreiungstradition wie die Tellsage oder den Rütlischwur, die bislang verfemten Habsburger wertete er positiv, polemische Debatten innerhalb und ausserhalb wissenschaftlicher Kreise waren die Folge.
1839 erschien seine Bearbeitung der Eidgenössischen Abschiede von 1291 bis 1420, ein Vorläufer der Amtlichen Sammlung der ältern Eidgenössischen Abschiede.
Er war 1843 Mitbegründer des Historischen Vereins der fünf Orte. Er war Mitglied der Akademie der Wissenschaften von Berlin, Wien und München und Ehrendoktor der Universität Basel. 1852 lehnte er einen Ruf nach Wien ab. Eine enge Freundschaft verband ihn mit dem Historiker Johann Friedrich Böhmer. Kontakte hielt er unter anderem auch auf Forschungsreisen an die Archive zu Historikern seiner Zeit. Der Historiker Jean Joseph Hisely wurde durch ihn angeregt.

## Werke und Editionen
- Urkunden zur Geschichte der eidgenössischen Bünde. Hrsg. und erläutert von J. E. Kopp. 2 Bände. Luzern 1835 und 1851.
- Geschichte der eidgenössischen Bünde. Mit Urkunden. 4 (zum Teil mehrfach unterteilte) Bände. 1835 ff.
- Amtliche Sammlung der ältern eidgenössischen Abschiede (1291–1420). Mit den ewigen Bünden, den Friedbriefen und andern Hauptverträgen als Beilagen, bearb. von Joseph Eutych Kopp. Luzern 1839.
- Züge aus den Schicksalen der Reichsstadt Rheinfelden. Mit Urkunden. Luzern 1855.
- Geschichtsblätter aus der Schweiz. 2 Bände. Luzern 1854 und 1856.
- Schwarz und Roth. Schauspiel in einem Aufzug. Frick 1863.